# Čeliská
Čeliská (656 m) – szczyt na zachodnim krańcu Gór Czerchowskich w Słowacji, wznoszący się między miejscowościami Kamenica i Lipany. W istocie wznosi się w grzbiecie Hromovca, stanowiąc jego przedłużenie na południowy zachód. Lipianský potok dokonał jednak tutaj przełomu, rozcinając grzbiet na dwie części. Część wschodnią w regionalizacji fizycznogeograficznej Słowacji zaliczono do Gór Czerchowskich. Łączy się z nimi północnym grzbietem, poprzez Krčmársky vrch (593 m) i Zámok. Północno-zachodnie stoki opadają do dolinki niewielkiego dopływu Lipiańskiego Potoku, północno-wschodnie do doliny Lúčanki. 
Čeliská porośnięte są lasem, na południowych i zachodnich zboczach są w nim jednak polany.